# 1974年の日本
1974年の日本（1974ねんのにほん）では、1974年（昭和49年）の日本の出来事・流行・世相などについてまとめる。

## 他の紀年法
日本では、西暦の他にも以下の紀年法を使用している。なお、以下の紀年法は西暦と月日が一致している。
- 元号
  - 昭和49年
- 神武天皇即位紀元
  - 皇紀2634年
- 干支
  - 甲寅（きのえ とら）

## カレンダー
| 1月 |    |    |    |    |    |    |
| 日  | 月 | 火 | 水 | 木 | 金 | 土 |
|     |    | 1  | 2  | 3  | 4  | 5  |
| 6   | 7  | 8  | 9  | 10 | 11 | 12 |
| 13  | 14 | 15 | 16 | 17 | 18 | 19 |
| 20  | 21 | 22 | 23 | 24 | 25 | 26 |
| 27  | 28 | 29 | 30 | 31 |    |    |
|     |    |    |    |    |    |    |

| 2月 |    |    |    |    |    |    |
| 日  | 月 | 火 | 水 | 木 | 金 | 土 |
|     |    |    |    |    | 1  | 2  |
| 3   | 4  | 5  | 6  | 7  | 8  | 9  |
| 10  | 11 | 12 | 13 | 14 | 15 | 16 |
| 17  | 18 | 19 | 20 | 21 | 22 | 23 |
| 24  | 25 | 26 | 27 | 28 |    |    |
|     |    |    |    |    |    |    |

| 3月 |    |    |    |    |    |    |
| 日  | 月 | 火 | 水 | 木 | 金 | 土 |
|     |    |    |    |    | 1  | 2  |
| 3   | 4  | 5  | 6  | 7  | 8  | 9  |
| 10  | 11 | 12 | 13 | 14 | 15 | 16 |
| 17  | 18 | 19 | 20 | 21 | 22 | 23 |
| 24  | 25 | 26 | 27 | 28 | 29 | 30 |
| 31  |    |    |    |    |    |    |
|     |    |    |    |    |    |    |

| 4月 |    |    |    |    |    |    |
| 日  | 月 | 火 | 水 | 木 | 金 | 土 |
|     | 1  | 2  | 3  | 4  | 5  | 6  |
| 7   | 8  | 9  | 10 | 11 | 12 | 13 |
| 14  | 15 | 16 | 17 | 18 | 19 | 20 |
| 21  | 22 | 23 | 24 | 25 | 26 | 27 |
| 28  | 29 | 30 |    |    |    |    |
|     |    |    |    |    |    |    |

| 5月 |    |    |    |    |    |    |
| 日  | 月 | 火 | 水 | 木 | 金 | 土 |
|     |    |    | 1  | 2  | 3  | 4  |
| 5   | 6  | 7  | 8  | 9  | 10 | 11 |
| 12  | 13 | 14 | 15 | 16 | 17 | 18 |
| 19  | 20 | 21 | 22 | 23 | 24 | 25 |
| 26  | 27 | 28 | 29 | 30 | 31 |    |
|     |    |    |    |    |    |    |

| 6月 |    |    |    |    |    |    |
| 日  | 月 | 火 | 水 | 木 | 金 | 土 |
|     |    |    |    |    |    | 1  |
| 2   | 3  | 4  | 5  | 6  | 7  | 8  |
| 9   | 10 | 11 | 12 | 13 | 14 | 15 |
| 16  | 17 | 18 | 19 | 20 | 21 | 22 |
| 23  | 24 | 25 | 26 | 27 | 28 | 29 |
| 30  |    |    |    |    |    |    |
|     |    |    |    |    |    |    |

| 7月 |    |    |    |    |    |    |
| 日  | 月 | 火 | 水 | 木 | 金 | 土 |
|     | 1  | 2  | 3  | 4  | 5  | 6  |
| 7   | 8  | 9  | 10 | 11 | 12 | 13 |
| 14  | 15 | 16 | 17 | 18 | 19 | 20 |
| 21  | 22 | 23 | 24 | 25 | 26 | 27 |
| 28  | 29 | 30 | 31 |    |    |    |
|     |    |    |    |    |    |    |

| 8月 |    |    |    |    |    |    |
| 日  | 月 | 火 | 水 | 木 | 金 | 土 |
|     |    |    |    | 1  | 2  | 3  |
| 4   | 5  | 6  | 7  | 8  | 9  | 10 |
| 11  | 12 | 13 | 14 | 15 | 16 | 17 |
| 18  | 19 | 20 | 21 | 22 | 23 | 24 |
| 25  | 26 | 27 | 28 | 29 | 30 | 31 |
|     |    |    |    |    |    |    |

| 9月 |    |    |    |    |    |    |
| 日  | 月 | 火 | 水 | 木 | 金 | 土 |
| 1   | 2  | 3  | 4  | 5  | 6  | 7  |
| 8   | 9  | 10 | 11 | 12 | 13 | 14 |
| 15  | 16 | 17 | 18 | 19 | 20 | 21 |
| 22  | 23 | 24 | 25 | 26 | 27 | 28 |
| 29  | 30 |    |    |    |    |    |
|     |    |    |    |    |    |    |

| 10月 |    |    |    |    |    |    |
| 日   | 月 | 火 | 水 | 木 | 金 | 土 |
|      |    | 1  | 2  | 3  | 4  | 5  |
| 6    | 7  | 8  | 9  | 10 | 11 | 12 |
| 13   | 14 | 15 | 16 | 17 | 18 | 19 |
| 20   | 21 | 22 | 23 | 24 | 25 | 26 |
| 27   | 28 | 29 | 30 | 31 |    |    |
|      |    |    |    |    |    |    |

| 11月 |    |    |    |    |    |    |
| 日   | 月 | 火 | 水 | 木 | 金 | 土 |
|      |    |    |    |    | 1  | 2  |
| 3    | 4  | 5  | 6  | 7  | 8  | 9  |
| 10   | 11 | 12 | 13 | 14 | 15 | 16 |
| 17   | 18 | 19 | 20 | 21 | 22 | 23 |
| 24   | 25 | 26 | 27 | 28 | 29 | 30 |
|      |    |    |    |    |    |    |

| 12月 |    |    |    |    |    |    |
| 日   | 月 | 火 | 水 | 木 | 金 | 土 |
| 1    | 2  | 3  | 4  | 5  | 6  | 7  |
| 8    | 9  | 10 | 11 | 12 | 13 | 14 |
| 15   | 16 | 17 | 18 | 19 | 20 | 21 |
| 22   | 23 | 24 | 25 | 26 | 27 | 28 |
| 29   | 30 | 31 |    |    |    |    |
|      |    |    |    |    |    |    |

## 在職者
- 天皇: 昭和天皇
- 内閣総理大臣: 田中角栄（自由民主党）、12月9日より三木武夫（自由民主党）
- 内閣官房長官: 二階堂進（自由民主党）、11月11日より竹下登（自由民主党）、12月9日より井出一太郎（自由民主党）
- 最高裁判所長官: 村上朝一
- 衆議院議長: 前尾繁三郎（自由民主党）
- 参議院議長: 河野謙三（自由民主党）
- 国会: 第72回 (常会, 1月21日-6月3日)、第73回 (臨時会, 7月29日-31日)、第74回 (臨時会, 12月14日-25日)

## できごと

### 1月
- 1月 - 日本短波放送（現日経ラジオ社）のBCL番組「ハロージーガム」放送開始、BCLブームが始まる。
- 1月6日 - テレビアニメ『アルプスの少女ハイジ』がフジテレビ系列で放映開始。
- 1月15日 - 長崎県高島町（現長崎市）の端島（軍艦島）が炭鉱閉鎖。以降4月末までに島民全員が島を離れ無人島に[書籍 1]。
- 1月16日 - テレビドラマ『寺内貫太郎一家』がTBS系列で放映開始[書籍 1]。
- 1月26日 - セキグチが「モンチッチ人形」を発売。

### 2月
- 2月1日 - 永谷園が「あさげ」を発売。
- 2月15日 - キヤノンが小型ビリングマシン「CANONAC（キヤノナック）100」を発売（4月10日には「500」も発売）。
- 2月21日 - 朝日新聞朝刊に掲載されていた長谷川町子の4コマ漫画『サザエさん』の連載が長谷川の病気により連載再開することなくこの日で終了。1946年に夕刊フクニチでの連載開始から約24年間の歴史に幕を下ろす。連載回数は通算6477回。

### 3月
- 3月1日 - 予土線の若井駅 - 江川崎駅間が開業。既存の宇和島線が予土線に改称される。
- 3月6日 - 新宿住友ビル竣工。
- 3月7日 - 福島県三島町の国道252号線で土砂崩れが発生しバスと乗用車を直撃。8名が死亡[書籍 2]。
- 3月10日 - フィリピン・ルバング島で小野田寛郎元少尉を発見[書籍 2][書籍 3]。
- 3月12日 - 小野田寛郎陸軍少尉、ルバング島から帰還[書籍 3][書籍 4]。
- 3月28日 - 第46回選抜高等学校野球大会が甲子園で開幕。
- 3月30日 - この日放送のTBS『8時だョ!全員集合』で、ザ・ドリフターズのリーダーいかりや長介が荒井注のドリフターズ脱退と志村けんのドリフターズ正式加入を発表。
- 3月31日
  - 夕張鉄道がこの日限りで旅客営業を休止（翌年に路線全線が廃止）。
  - 名古屋市電がこの日に行われた無料サヨナラ運転をもって全線廃止[書籍 5]。
  - 土佐電気鉄道安芸線がこの日限りで廃止。

### 4月
- 4月1日
  - 北九州市の小倉区が小倉北区と小倉南区に、八幡区が八幡東区と八幡西区にそれぞれ分区され、北九州市は現行の7区体制となる。
  - シチズン時計が「クオーツ　リキッドクリスタル」を発売。
  - NHK総合テレビで『ニュースセンター9時』放送開始[書籍 5]。初代キャスターは磯村尚徳。
- 4月6日 - 第46回選抜高等学校野球大会の決勝戦が阪神甲子園球場にて午後1時2分から行われ、報徳高校が池田高校を3対1で破り、初優勝。[書籍 6]。
- 4月9日 - 鹿児島県阿久根市と長島（出水郡長島町）を結ぶ黒之瀬戸大橋が有料道路として開通（のちに無料化）。
- 4月10日 - 姫路市交通局モノレール線がこの日限りで休止（正式な廃止は1979年1月26日付）。
- 4月11日 - 東京・両国の日大講堂で行われたプロボクシング・WBC世界ライト級タイトルマッチで、挑戦者・ガッツ石松が王者・ロドルフォ・ゴンザレス（メキシコ）を8回KOで破り3度目の世界挑戦で王座獲得。
- 4月20日 - 東京国立博物館でモナ・リザ展開催（6月10日まで）[書籍 7][書籍 8]。
- 4月21日 - 中華民国当局が日本との航空路を断絶させる。

### 5月
- 5月 - 日本熱学工業、会社更生法を申請し倒産（11月棄却、1975年3月破産）。
- 5月3日 - 白泉社から少女漫画雑誌「花とゆめ」創刊。
- 5月9日 - 伊豆半島沖地震が発生[書籍 7][書籍 9]。30人が死亡、102人が負傷。
- 5月11日 - 東海道本線（現・JR神戸線）大阪駅～神戸駅間開業100周年。
- 5月15日 - セブン-イレブンが東京都江東区豊洲に第1号店を出店[書籍 10]。
- 5月28日 - カーペンターズが3度目の来日。3万人募集の武道館公演に38万通以上の応募ハガキが来る。
- 5月29日 - 大阪市営地下鉄谷町線の都島駅 - 東梅田駅間が開業。

### 6月
- 6月1日 - 小田急多摩線が開業。
- 6月3日 - 林刃物が「アレックスシリーズ　洋はさみ」を発売。
- 6月12日 - 豊橋事件の被告人の無罪が決定。
- 6月16日 - 東海林さだおの4コマ漫画「アサッテ君」が毎日新聞朝刊で連載開始（2014年12月31日連載終了）。
- 6月26日 - 国土庁が設置される[書籍 3][書籍 11]。
- 6月30日 - 名鉄知多新線が開業。
- 日付不明 - 2児拉致事件

### 7月
- 7月2日 - 7月4日まで、第一回日本人口会議が開催。「子どもは2人まで望ましい」という趣旨の大会宣言が採択される[書籍 12]。
- 7月4日 - 第53代横綱・琴櫻が引退を表明、年寄「白玉」を襲名。しかし10日後の7月14日、当時の佐渡ヶ嶽親方が急逝したため佐渡ヶ嶽を襲名し部屋を継承した。
- 7月7日
  - 台風8号と梅雨前線により日本各地で集中豪雨（七夕豪雨）。これにより静岡県清水市では路面電車路線（静岡鉄道清水市内線）が全線被災し復活せず翌年に廃止。
  - 第10回参議院議員通常選挙の投票日[書籍 3][書籍 12]。与党の自由民主党は、「金権選挙」「企業ぐるみ選挙」と評された選挙運動を展開したが[新聞 1]、結果は目標とした参議院過半数に届かず、田中角栄内閣の求心力は低下した。
- 7月8日 - 4日前の琴櫻に続き第52代横綱・北の富士も引退を表明、年寄「井筒」を襲名（3年後、当時の九重親方の死去に伴い九重を襲名）。この結果名古屋場所は輪島が“一人横綱”を務めることとなる。
- 7月10日 - 沖縄県の伊江島で米軍による日本人狙撃事件が起こる。
- 7月20日 - 国鉄湖西線（山科駅 - 近江塩津駅間）が開業。
- 7月22日 - 大阪市で行政区再編。東淀川区が東淀川区と淀川区、城東区が城東区と鶴見区、東住吉区が東住吉区と平野区、住吉区が住吉区と住之江区にそれぞれ分区、大阪市は1989年2月12日の区再編まで26区体制となる。
- 7月24日 - 北の湖が史上最年少（21歳2か月）で第55代横綱昇進。

### 8月
- 8月9日 - 第56回全国高等学校野球選手権大会が甲子園で開幕。
- 8月11日 - 山形空港の開港10周年記念のイベント「山形空港まつり」のアトラクションでスカイダイビング死亡事故が発生（山形空港まつりスカイダイビング墜落事故）[書籍 13]。
- 8月12日
  - ダイハツ工業が同社初のSUV「タフト」を発売。
  - 京福電気鉄道越前本線勝山駅 - 京福大野駅間がこの日限りで廃止。
- 8月15日 - 俳優の津川雅彦の生後5か月の長女（真由子）が自宅2階から誘拐される。翌8月16日に犯人が逮捕され、人質は保護された[書籍 14]。
- 8月19日 - 第56回全国高等学校野球選手権大会の決勝戦が阪神甲子園球場で行われ、千葉代表・銚子商業高校が初優勝。
- 8月28日
  - 日本広告審査機構（JARO）設立[書籍 15]。
  - 神奈川県平塚市でピアノ騒音殺人事件が起きる[書籍 15]。
- 8月29日 - 『ベルサイユのばら』が宝塚大劇場で初演を迎える（大ヒットになり、以後宝塚歌劇団の代表作の一つに）[書籍 15]。
- 8月30日 - 東京都千代田区丸の内の三菱重工業本社で時限爆弾が爆発[書籍 7][書籍 15]。
- 8月末 - 熊本県の阿蘇山で1965年以来9年ぶりの噴火。

### 9月
- 9月1日
  - 原子力船むつが放射線もれ事故[書籍 15]。
  - ホテルニューオータニ新館のガーデンタワーが竣工。
  - 台風16号による豪雨で、東京都・神奈川県境を流れる多摩川の水位が上昇し、狛江市付近で堤防が決壊、民家19戸が流失（多摩川水害）[Web 1][書籍 16]。
- 9月2日 - トンボ鉛筆が「暗記ペン」を発売。
- 9月13日 - 日本赤軍がオランダ・ハーグにあるフランス大使館を占拠（ハーグ事件）。

### 10月
- 10月1日 - 東海道新幹線開業10周年。
- 10月5日 - テレビドラマ『傷だらけの天使』が日本テレビ系列で放映開始。
- 10月6日 - テレビアニメ『宇宙戦艦ヤマト』第1作がよみうりテレビ・日本テレビ系で放映開始。
- 10月8日 - 佐藤栄作前首相にノーベル平和賞が贈られることが決定する[書籍 7][書籍 17]。
- 10月9日 - ロッテが阪急とのプレーオフを3連勝で制し、4年ぶり4度目のパ・リーグ優勝。
- 10月10日
  - 「燃えよドラゴンズ!」がリリースされる。記念すべき第1作を歌ったのは板東英二。
  - この日発売の文藝春秋11月号に、ジャーナリストの立花隆が田中角栄首相の金脈問題を暴いた「田中角栄研究」が掲載される。10月22日に田中がその問題について外国人記者クラブで釈明会見（田中金脈問題）[書籍 17]。
- 10月12日 - 中日が巨人のV10を阻止し20年ぶりにセ・リーグ優勝。
- 10月14日 - 巨人の長嶋茂雄選手が後楽園球場の対中日ダブルヘッダーを最後に引退。引退セレモニーの際に長嶋が発した「我が巨人軍は永久に不滅です」は流行語になった[書籍 17]。
- 10月21日 - 豪雨により1972年7月13日から休止されていた東濃鉄道駄知線が正式に廃止。
- 10月23日 - 日本シリーズはロッテが中日を4勝2敗で下し毎日時代の1950年以来24年ぶり2度目の日本一。
- 10月30日 - 市原両親殺害事件。
- 10月31日 - 狭山事件控訴審判決[1]。

### 11月
- 11月1日
  - 気象庁のアメダスが運用開始[書籍 18]。
  - カシオ計算機が「カシオトロン」を発売。
- 11月4日 - 本田技研工業が「シビックバン」を発売。
- 11月6日 - 猿払事件の最高裁判所大法廷判決[書籍 19]。
- 11月9日 - 東京湾でLPGタンカー第十雄洋丸とリベリア船籍の貨物船が衝突しタンカーが爆発炎上、両船舶の乗員33人が死亡[書籍 19]。タンカーは太平洋まで炎上したまま漂流、消火の術がないため海上自衛隊が魚雷や空爆などにより11月28日にようやく撃沈（第十雄洋丸事件）[書籍 20]。
- 11月11日 - いすゞ自動車が「ジェミニ」を発売。当初の車名は「ベレット・ジェミニ」。
- 11月15日 - 山形交通三山線・同高畠線がこの日限りで営業終了（両線とも記念式典を開催したのち11月18日廃止）。山形交通の鉄道路線が全廃。
- 11月17日 - 大分県別府市の別府国際観光港で家族4人が乗った乗用車が転落。3人が死亡し、のちに唯一生き残った男性が保険金殺人の疑いで逮捕・起訴される[書籍 19]（上告中に病死）。
- 11月18日 - フォード米大統領が、現職の大統領として初めて来日[書籍 3][書籍 21]。
- 11月19日 - 大阪の朝日放送（ABC。現在の朝日放送テレビ）が東京放送（TBS。現在のTBSテレビ）系列から日本教育テレビ（NET。現在のテレビ朝日）系列に、毎日放送（MBS）がNET系列からTBS系列にそれぞれ1975年3月31日付でネットチェンジすることを4社間で基本合意。
- 11月21日 - 巨人の川上哲治監督が勇退し、このシーズン限りで現役を引退した長嶋茂雄が後任の監督として就任。長嶋の選手時代の背番号3は永久欠番となった。
- 11月26日
  - 田中角栄首相が退陣表明[書籍 3][書籍 22]。
  - 三省堂が東京地方裁判所に会社更生手続開始の申立て。

### 12月
- 12月1日 - テレビ西日本の本社・演奏所が開局以来本社を置いていた北九州市八幡東区から福岡市南区に移転（1996年8月に福岡市早良区へ再移転）。
- 12月2日
  - ジャイアント馬場が、アジア人初となるNWA世界ヘビー級王座を獲得。
  - エースコックが「焼きそばバンバン」を発売。
- 12月9日 - 田中内閣総辞職。三木武夫内閣発足[書籍 3][書籍 23]。
- 12月15日 - ハイセイコーが、この日の有馬記念を最後に引退。
- 12月18日 - 三菱石油水島製油所で原油流出事故発生。大規模な海洋汚染を引き起こす[書籍 7][書籍 24]。
- 12月24日 - 近江兄弟社が会社更生法の適用を申請して倒産、同社が日本国内向けに製造販売していたメンソレータムのライセンスもアメリカのメンソレータム社に返上。

## 天候・天災・観測等
- 昭和48年豪雪（四八豪雪、秋田豪雪） - 前年11月〜本年3月にかけての豪雪。

## 文化と芸術

### 建築
竣工
- 3月6日　-　東京都新宿区西新宿に地上52階・地下4階の新宿住友ビルがオープン。
- 6月　-　東京都新宿区西新宿に地上32階地下3階 塔屋2階のKDDIビルがオープン。
- 9月　-　東京都新宿区西新宿に地上55階・地下3階・塔屋3階の新宿三井ビルがオープン。

解体

### 出版

#### 文学
- 芥川賞
  - 第71回（1974年上半期） - 該当作品なし
  - 第72回（1974年下半期） - 日野啓三 『あの夕陽』、阪田寛夫 『土の器』
- 直木賞
  - 第71回（1974年上半期） - 藤本義一『鬼の詩』
  - 第72回（1974年下半期） - 半村良『雨やどり』、井出孫六『アトラス伝説』

#### ベストセラー
- 五島勉『ノストラダムスの大予言』
- 山崎豊子『華麗なる一族』

### 音楽
- 沢田研二「追憶」「魅せられた夜」
- 布施明「積木の部屋」
- 中村雅俊「ふれあい」
- 山口百恵「ひと夏の経験」「ちっぽけな感傷」
- 森昌子「おかあさん」
- 桜田淳子「花物語」「三色すみれ」「黄色いリボン」「花占い」
- アグネス・チャン「小さな恋の物語」「星に願いを」「ポケットいっぱいの秘密」
- 伊藤咲子「ひまわり娘」
- 梓みちよ「二人でお酒を」
- 森進一「冬の旅」「襟裳岬」
- 小坂明子「あなた」
- かぐや姫「赤ちょうちん」「妹」
- グレープ「精霊流し」
- りりィ「私は泣いています」
- 西城秀樹「激しい恋」「愛の十字架」「傷だらけのローラ」「薔薇の鎖」
- 郷ひろみ「よろしく哀愁」「花とみつばち」
- 野口五郎「愛ふたたび」「甘い生活」
- 海援隊「母に捧げるバラード」
- 山本コウタローとウィークエンド「岬めぐり」
- 八代亜紀「しのび恋」
- 殿さまキングス「なみだの操」「夫婦鏡」
- さくらと一郎「昭和枯れすすき」
- 中条きよし「うそ」
- フィンガー5「恋のダイヤル6700」「学園天国」
- 敏いとうとハッピー&ブルー「わたし祈ってます」
- テレサ・テン「空港」
- 西崎みどり「旅愁」
- アン・ルイス「グッド・バイ・マイ・ラブ」
- 天地真理「想い出のセレナーデ」
- 小柳ルミ子「冬の駅」
- チェリッシュ「白いギター」「恋の風車」
- 和田アキ子「古い日記」
- ささきいさお「宇宙戦艦ヤマト」
- 麻生よう子「逃避行」
- 坂上二郎「学校の先生」
- 板東英二「燃えよドラゴンズ!」
- チューリップ 「青春の影」「ぼくがつくった愛のうた〜いとしのEmily〜」
- ダ・カーポ「結婚するって本当ですか」

### 演劇
宝塚歌劇団
- ベルサイユのばら初演
池田理代子の漫画が原作。宝塚歌劇団月組初演を皮切りに3組で上演。俳優の長谷川一夫の演出という事も加わりファンが急増、空前の宝塚ブームを巻き起こす。原作大ヒットのきっかけともなる。
この作品の成功に対し、この年には文化庁芸術祭優秀賞、1976年には菊田一夫演劇賞特別賞が贈られた。

### 映画
- ゴジラ対メカゴジラ
- ノストラダムスの大予言　[原作]　五島勉
- エスパイ [原作] 小松左京
- 華麗なる一族
- 砂の器
- 愛と誠

### テレビ
- ドラマ
  - 勝海舟 - NHK大河ドラマ 出演：渡哲也→松方弘樹
  - われら青春! - 中村雅俊主演の太陽学園ラグビー部を舞台とした青春ドラマ。4月9日から9月29日まで全22話が日本テレビ系で放映。中村雅俊が歌う挿入歌『ふれあい』が大ヒット。
  - 鳩子の海 - NHK朝の連続テレビ小説 出演：斎藤こず恵→藤田美保子
  - 寺内貫太郎一家 - TBS水曜劇場 出演：小林亜星、西城秀樹、悠木千帆
  - 6羽のかもめ - フジテレビ 出演：高橋英樹、夏純子
  - 白い滑走路 - TBS 出演：田宮二郎、山本陽子
  - 夜明けの刑事 - TBS 出演：坂上二郎、石橋正次、石立鉄男
  - 傷だらけの天使 - 日本テレビ系 出演：萩原健一、水谷豊、岸田今日子
- 特撮
  - 仮面ライダーX - 毎日放送（NET系） 出演：速水亮、小林昭二
  - 仮面ライダーアマゾン - 毎日放送（NET系） 出演：岡崎徹、松田洋治、小林昭二
  - ウルトラマンレオ - TBS 出演：真夏竜、森次晃嗣
  - がんばれ!!ロボコン - NET
  - イナズマンF - NET 「イナズマン」の続編。
  - スーパーロボット マッハバロン - 日本テレビ
- 報道
  - ニュースセンター9時 - NHK 初代キャスター：磯村尚徳
- 音楽
  - レッツゴーヤング - NHK
  - サウンド・イン"S" - TBS
- バラエティなど諸分野
  - 進め!フィンガー5 - TBS
- その他テレビ関連の話題
  - 第1次オイルショックによりNHKが短縮放送（午後2時の1時間および11時以降放送休止）を実施。
  - テレビ和歌山が開局。

### アニメ
アニメーション映画
テレビアニメ
- 1月6日 「アルプスの少女ハイジ」放映開始
- 4月1日 「柔道讃歌」「魔女っ子メグちゃん」「星の子ポロン」「チャージマン研!」放映開始
- 4月2日 「ダメおやじ」放映開始
- 4月3日 「小さなバイキングビッケ」放映開始
- 4月4日 「ゲッターロボ」放映開始
- 4月5日 「昆虫物語 新みなしごハッチ（みなしごハッチの続編）」「となりのたまげ太くん」「星の子チョビン」「ガンとゴン」放映開始
- 9月8日 「グレートマジンガー」放映開始
- 9月30日 「ウリクペン救助隊」放映開始
- 10月4日 「ジムボタン」「破裏拳ポリマー」放映開始
- 10月5日 「はじめ人間ギャートルズ」放映開始
- 10月6日 「宇宙戦艦ヤマト」「てんとう虫の歌」放映開始
- 10月15日 「カリメロ」放映開始

### コマーシャル
| キャッチフレーズなど       | 商品名など                     | メーカー                     | 出演者             | 音楽           |
| -------------------------- | ------------------------------ | ---------------------------- | ------------------ | -------------- |
| あんた英語ダーメねー       | クイントリックスパナカラー     | 松下電器（現・パナソニック） | 坊屋三郎ほか       | -              |
| タコの赤ちゃん             | トリニトロンカラーテレビ       | ソニー                       | -                  | -              |
| ヒデキ、カンゲキ!!         | バーモントカレー               | ハウス食品                   | 西城秀樹           | 西城秀樹       |
| あんたら、逃がさへんでぇー | フマキラーA                    | フマキラー                   | 和田アキ子         | -              |
| 野球は巨人、ガムはロッテ   | ロッテガム                     | ロッテ                       | 長嶋茂雄、金田正一 | -              |
| 地に花・人に心             | 森永ハイクラウン・チョコレート | 森永製菓                     | カーペンターズ     | カーペンターズ |
| 近頃気になることがある     | ガードハロー                   | 花王石鹸                     |                    |                |
| 美人しか撮らない           | ミノルタSR-T                   | ミノルタカメラ               | 愛川欽也、研ナオコ |                |
| フケ、イヤイヤ             | エメロングリーンシャンプー     | ライオン油脂                 | -                  | -              |

## スポーツ

### 総合競技大会
- 第29回国民体育大会 (水と緑のまごころ国体)

### 各競技

#### 相撲
- 大相撲（幕内最高優勝）
  - 初場所 北の湖敏満
  - 春場所 輪島大士
  - 夏場所 北の湖敏満
  - 名古屋 輪島大士
  - 秋場所 輪島大士
  - 九州場所 魁傑將晃

#### 野球
- プロ野球
  - セントラル・リーグ優勝 中日ドラゴンズ
  - パシフィック・リーグ優勝 ロッテオリオンズ
  - 日本シリーズ優勝 ロッテオリオンズ（4勝2敗）
- 高校野球
  - 春優勝 報徳学園（兵庫県）
  - 夏優勝 銚子商（千葉県）

## 誕生

### 1月
- 1月1日 - 中脇初枝、小説家、児童文学作家
- 1月3日 - 伊藤健太郎、声優
- 1月4日 - 胡桃沢ひろこ、タレント
- 1月5日 - 吉江豊、プロレスラー（+ 2024年）
- 1月6日 - 西村麗子、元ミュージカル俳優
- 1月7日 - 高橋由美子、女優
- 1月9日 - 岡本真夜、シンガーソングライター
- 1月9日 - 野瀬育二、声優
- 1月9日 - 高梨利洋、元プロ野球選手
- 1月9日 - 小堀裕之、お笑い芸人（2丁拳銃）
- 1月10日 - 島崎直也、ケミカルエンターテイナー
- 1月11日 - 吉田恭子、ヴァイオリニスト
- 1月12日 - DJ TATSUTA、DJ
- 1月12日 - 松本ぷりっつ、漫画家
- 1月13日 - 内海雅智、ミュージカル俳優
- 1月14日 - 藤井優志、元プロ野球選手
- 1月15日 - 田中和将、ミュージシャン
- 1月15日 - 内舘秀樹、元サッカー選手
- 1月15日 - 小磯典子、バスケットボール選手
- 1月16日 - 田島俊明、調教師
- 1月18日 - 荒川良々、俳優
- 1月19日 - 川本真琴、シンガーソングライター
- 1月21日 - 島津有理子、日本放送協会アナウンサー
- 1月22日 - 増健亘志、元大相撲力士
- 1月23日 - 沼尾みゆき、ミュージカル女優
- 1月25日 - 芦原妃名子、漫画家（+ 2024年）
- 1月26日 - 島田フミカネ、イラストレーター
- 1月29日 - 小林幹英、元プロ野球選手、広島東洋カープコーチ
- 1月29日 - 中迫剛、空手家、元キックボクサー
- 1月29日 - 中山さら、声優
- 1月29日 - 青木勇人、プロバスケットボール選手
- 1月31日 - 今村恵子、女優
- 1月31日 - 小路晃、飲食店経営者、元総合格闘家

### 2月
- 2月1日 - 舩山陽司、アナウンサー
- 2月3日 - 吉田羊、女優
- 2月5日 - 橋本岳、衆議院議員
- 2月6日 - 吉野裕行、声優
- 2月6日 - 鈴木美恵、女優、元子役
- 2月11日 - 代田建紀、元プロ野球選手
- 2月12日 - 高木虎之介、レーシングドライバー
- 2月15日 - 池田貴史、ミュージシャン
- 2月17日 - 綾峰欄人、漫画家
- 2月18日 - 浅野るり、声優
- 2月19日-高橋美鈴(MANISH)、アーティスト
- 2月19日 - 坪井智哉、元プロ野球選手
- 2月19日 - 森且行、オートレース選手、元タレント（元SMAP）
- 2月22日 - 陣内智則、お笑い芸人
- 2月24日 - 青木拓磨、オートバイレーサー
- 2月24日 - 北山陽一、ミュージシャン、ゴスペラーズメンバー
- 2月25日 - 北山たけし、演歌歌手
- 2月25日 - 森久保祥太郎、声優
- 2月26日 - 栃乃洋泰一、元大相撲力士
- 2月26日 - ハウス加賀谷、お笑い芸人（松本ハウス）
- 2月26日 - 山崎樹範、俳優
- 2月26日 - 若林隆信、元プロ野球選手
- 2月27日 - 清水宏保、スピードスケート選手
- 2月28日 - 渡邉孝男、元プロ野球選手

### 3月
- 3月3日 - 小松千春、女優
- 3月4日 - 三浦拓実、NHKアナウンサー
- 3月9日 - 杉山紀彰、声優
- 3月10日 - 山崎依里奈、声優
- 3月11日 - 奥山佳恵、女優
- 3月11日 - 山崎智也、競艇選手
- 3月12日 - 礒部公一、元プロ野球選手
- 3月12日 - 椎名へきる、声優、歌手
- 3月12日 - 豊桜俊昭、大相撲力士
- 3月12日 - 岩田康誠、騎手
- 3月13日 - 戸田菜穂、女優
- 3月13日 - 稲葉貴子、歌手
- 3月15日 - 菊地由美、タレント
- 3月16日 - 安田純平、フリージャーナリスト
- 3月17日 - 秋野こぎく、演歌歌手
- 3月19日 - 後藤浩輝、騎手（+ 2015年）
- 3月20日 - 柳原愛子（三森愛子）、歌手
- 3月21日 - 出島武春、元大相撲力士
- 3月23日 - 平松一宏、元プロ野球選手
- 3月26日 - 後藤久美子、女優
- 3月26日 - たかぎなおこ、イラストレーター
- 3月27日 - 宗像徹、騎手
- 3月28日 - 岸尾だいすけ、声優
- 3月29日 - 田口宏子、声優
- 3月29日 - 田山真美子、女優、タレント、元アイドル
- 3月30日 - 千原ジュニア[Web 2]、お笑い芸人（千原兄弟）
- 3月31日 - 駒田健吾、TBSアナウンサー

### 4月
- 4月2日 - 西尾まり、女優
- 4月2日 - 村上ゆみ子、漫画家
- 4月4日 - 照英、俳優
- 4月4日 - 野上修、野球選手
- 4月5日 - 木村早苗、女優・歌手・作詞家
- 4月8日 - 三平×2、お笑い芸人（ペイパービュウ、アニメ会）
- 4月9日 - 伊藤さおり、お笑い芸人（北陽）
- 4月9日 - 森中聖雄、元プロ野球選手
- 4月10日 - 米村和樹、プロ野球選手
- 4月10日 - 井上浩司、プロ野球選手
- 4月10日 - 渡辺光輝、元サッカー選手
- 4月12日 - 安田美香、タレント
- 4月12日 - 浅井清己、声優
- 4月13日 - 牧田勝吾、元プロ野球選手
- 4月14日 - 江原淳史、元俳優
- 4月15日 - 久保充広、元プロ野球選手
- 4月18日 - 伊藤裕子、ファッションモデル、女優
- 4月18日 - 堀田一郎、元プロ野球選手
- 4月19日 - 玉力道栄来、大相撲力士
- 4月20日 - 保坂俊彦、彫刻家
- 4月22日 - 寺村友和、元プロ野球選手
- 4月22日 - 上村健一、サッカー選手
- 4月22日 - 立石智紀、サッカー選手
- 4月23日 - 石井伸幸、プロ野球選手
- 4月24日 - 村田善則、元プロ野球選手
- 4月24日 - 宮ノ腰達也、バスケットボール選手
- 4月24日 - 関吉雅人、プロ野球選手
- 4月26日 - 団長安田、お笑い芸人（安田大サーカス）
- 4月26日 - 藤井惠、総合格闘家
- 4月27日 - Tama、ベーシスト（元ポルノグラフィティ）
- 4月27日 - 馬場典子、フリーアナウンサー、元日本テレビアナウンサー
- 4月27日 - 原千晶、女優
- 4月29日 - 東政敏、プロ野球選手
- 4月30日 - 富澤たけし、お笑い芸人（サンドウィッチマン）

### 5月
- 5月1日 - 堀真樹、元俳優
- 5月1日 - 鈴木章仁、野球選手
- 5月2日 - イオリッツ・メンディザバル、騎手
- 5月5日 - 小林徹弥、騎手（JRA）
- 5月10日 - 西澤淳二、サッカー選手
- 5月11日 - 山口和男、元プロ野球選手
- 5月11日 - 山田貴志、元プロ野球選手
- 5月11日 - ジョージ朝倉、漫画家
- 5月12日 - 島田彩夏、フジテレビチーフアナウンサー
- 5月13日 - 野口茂樹、元プロ野球選手
- 5月14日 - 内薗直樹、元プロ野球選手
- 5月15日 - 柳沼強、プロ野球選手
- 5月16日 - 青木夕夏、女優
- 5月17日 - 副島孔太、元プロ野球選手
- 5月17日 - 内田貴光、マジシャン
- 5月17日 - 川谷修士、お笑い芸人（2丁拳銃）
- 5月23日 - 柴原洋、プロ野球選手
- 5月23日 - 渕脇芳行、プロ野球選手
- 5月23日 - 森岡裕之、プロ野球選手
- 5月24日 - 小林雅英、プロ野球選手
- 5月25日 - うすた京介、漫画家
- 5月26日 - 清水千曲、プロ野球選手
- 5月27日 - 塩谷和彦、元プロ野球選手
- 5月28日 - 西田幸治、お笑い芸人（笑い飯）
- 5月31日 - 有吉弘行、お笑い芸人

### 6月
- 6月1日 - 北勝岩治、大相撲力士
- 6月1日 - 三村ロンド、ナレーター
- 6月2日 - 五月女ケイ子、イラストレーター
- 6月2日 - 代走みつくに、お笑い芸人
- 6月3日 - 大内登、テレビディレクター、テレビプロデューサー、元お笑い芸人（元ビビる）
- 6月3日 - 豊原哲也、プロ野球選手
- 6月4日 - 和泉元彌、狂言師、俳優
- 6月6日 - 小澤征悦、俳優
- 6月8日 - 出渕誠（RG）、お笑いタレント（レイザーラモン）
- 6月8日 - 三澤興一、元プロ野球選手
- 6月12日 - 松井秀喜、メジャーリーガー
- 6月12日 - 星山忠弘、元プロ野球選手
- 6月13日 - 櫻井孝宏[Web 3]、声優
- 6月15日 - 栗山聡、元プロ野球選手
- 6月15日 - 橋詰優子、朝日放送テレビアナウンサー
- 6月17日 - 大野幹代、タレント、（元CoCo）
- 6月17日 - 中島静佳、フリーアナウンサー
- 6月17日 - 白井博幸、サッカー選手
- 6月18日 - 細川直美、女優
- 6月18日 - 後藤輝基、お笑い芸人（フットボールアワー）
- 6月18日 - 大友進、元プロ野球選手
- 6月18日 - 星野順治、プロ野球選手
- 6月18日 - 長江もみ、お笑い芸人
- 6月18日 - 雷人、マジシャン
- 6月18日 - 庄司大介、元プロ野球選手
- 6月18日 - 大山妙子、元バスケットボール選手
- 6月20日 - 黒木純司、元プロ野球選手
- 6月21日 - 久藤清一、サッカー選手
- 6月22日 - 阿久根鋼吉、元プロ野球選手
- 6月22日 - 池田郁夫、プロ野球選手
- 6月22日 - 室井市衛、サッカー選手
- 6月22日 - 亀石倫子、弁護士
- 6月22日 - 葉山拓亮、ミュージシャン （元D-LOOP、現Tourbillonメンバー）
- 6月25日 - 矢口健一、野球選手
- 6月26日 - 砂川憲和、尺八奏者（元ZANリーダー）（+ 2006年）
- 6月27日 - 栃栄篤史、大相撲力士
- 6月27日 - 佐藤一樹、元サッカー選手
- 6月28日 - 水野美紀、女優
- 6月28日 - 有坂美香、ゴスペル歌手
- 6月29日 - 清水貴之、政治家、元朝日放送アナウンサー

### 7月
- 7月4日 - 闘牙進、元大相撲力士
- 7月6日 - 横西奏恵、競艇選手
- 7月7日 - 河本香織、日本テレビ広報部社員（元アナウンサー）
- 7月8日 - 西川美和、映画監督・脚本家
- 7月9日 - 草彅剛、タレント（元SMAP）
- 7月9日 - 杉本潔彦、プロ野球選手
- 7月11日 - 小野公誠、プロ野球選手
- 7月12日 - 三村奈々恵、マリンバ奏者
- 7月13日 - 賀山祐介、ミュージカル俳優
- 7月14日 - 羽生未来、タレント（+ 2005年）
- 7月15日 - 蛯原哲、日本テレビアナウンサー
- 7月15日 - 佐久本昌広、元プロ野球選手
- 7月15日 - 戸部浩、元プロ野球選手
- 7月15日 - 部坂俊之、元プロ野球選手
- 7月15日 - 平野孝、サッカー選手
- 7月16日 - 今井圭吾、元プロ野球選手
- 7月17日 - 牧野塁、プロ野球選手
- 7月18日 - 大倉孝二、俳優
- 7月19日 - 菊池麻衣子、女優
- 7月23日 - 村上鉄也、プロ野球選手
- 7月24日 - 中村壽博、アマチュア野球指導者
- 7月24日 - 三浦淳宏、プロサッカー選手
- 7月24日 - 岡里明美、元バスケットボール選手
- 7月24日 - 山尾志桜里、政治家
- 7月25日 - KENSO、プロレスラー、共同テレビジョンプロデューサー
- 7月26日 - 奥野誠一郎、サッカー選手
- 7月27日 - 西川かの子、タレント
- 7月27日 - 平岳大、俳優
- 7月28日 - 岡本竜汰、俳優
- 7月29日 - 武雄山喬義、大相撲力士
- 7月29日 - 衣川幸夫、元プロ野球選手
- 7月29日 - 石川雅之、漫画家
- 7月29日 - 坂上香織、女優
- 7月29日 - 山本進悟、SASUKEオールスターズ、ガソリンスタンド課長
- 7月29日 - 泉健太、政治家
- 7月30日 - 坂田精二郎、野球選手
- 7月30日 - 谷村逸郎、野球選手
- 7月30日 - 石田威仁、野球選手
- 7月31日 - 土屋征夫、サッカー選手

### 8月
- 8月1日 - 阿部敏之、サッカー選手
- 8月1日 - 森脇和成、実業家・元タレント（元猿岩石）
- 8月1日 - 石垣のりこ、衆議院議員、元エフエム仙台アナウンサー
- 8月3日 - 神永学、小説家
- 8月3日 - 山本幸正、プロ野球選手
- 8月4日 - 八木真澄、お笑い芸人（サバンナ）
- 8月4日 - オオゼキタク、シンガーソングライター
- 8月4日 - 水田わさび、声優
- 8月4日 - こはら裕子、漫画家
- 8月4日 - 山本美憂、スポーツキャスター、元女子レスリング選手
- 8月5日 - 大渕幹大、元プロバスケットボール選手
- 8月7日 - ビビアーニ大野、ファッションモデル
- 8月8日 - 多田健二、お笑い芸人（COWCOW）
- 8月9日 - 清涼院流水、推理作家
- 8月10日 - 盧長震、元野球選手
- 8月10日 - 子安慎悟、空手家、キックボクサー
- 8月11日 - 坂本竜一、元プロ野球選手
- 8月13日 - 丸野勝虎、騎手
- 8月14日 - 鈴木Q太郎、お笑い芸人　(ハイキングウォーキング)
- 8月15日 - アキラ100%、お笑いタレント
- 8月16日 - 木村昌広、元プロ野球選手
- 8月17日 - 華原朋美、歌手、タレント
- 8月17日 - 大野崇、 元キックボクサー
- 8月17日 - 牧浦充徳、調教師
- 8月17日 - 金杉太朗、俳優・元子役（+ 2008年）
- 8月18日 - 鈴木奈都、お笑いタレント
- 8月19日 - ふかわりょう、お笑い芸人
- 8月19日 - 松原良香、元サッカー選手
- 8月21日 - 安達智次郎、元プロ野球選手（+ 2016年）
- 8月22日 - 南田裕介、芸能マネージャー
- 8月22日 - 植松俊介、元お笑い芸人（元シャカ）
- 8月23日 - 雷句誠、漫画家
- 8月24日 - 山田卓也、サッカー選手
- 8月27日 - 後藤光貴、元プロ野球選手
- 8月27日 - 坂本保、野球選手
- 8月28日 - 水橋かおり、声優
- 8月29日 - 辛酸なめ子、漫画家・コラムニスト
- 8月30日 - 内藤大助、元プロボクサー
- 8月31日 - 久保貴裕、プロ野球選手
- 8月31日 - 伊東輝悦、サッカー選手

### 9月
- 9月1日 - 山本寛、アニメ監督
- 9月2日 - 国分太一、タレント（TOKIO）
- 9月4日 - 小倉弘子、TBSアナウンサー
- 9月5日 - 伊達みきお、お笑い芸人（サンドウィッチマン）
- 9月6日 - 木場昌雄、サッカー選手
- 9月6日 - 寺川能人、サッカー選手
- 9月7日 - 高橋広樹、声優
- 9月8日 - こぶしのぶゆき、声優
- 9月9日 - 葛西純、プロレスラー
- 9月10日 - 長谷川憲司、元日本テレビアナウンサー
- 9月11日 - 虻川美穂子、お笑い芸人（北陽）
- 9月11日 - 今岡真訪、元プロ野球選手
- 9月12日 - 鈴村健一、声優
- 9月12日 - 森慎二、プロ野球選手（+ 2017年）
- 9月13日 - 旭天鵬勝、大相撲力士
- 9月13日 - 疋田由香里、声優
- 9月13日 - 出羽平真一、元大相撲力士
- 9月15日 - 倉野信次、元プロ野球選手
- 9月15日 - 井浦新、ファッションモデル、俳優
- 9月16日 - 神前暁、作曲家・編曲家・作詞家
- 9月17日 - 徳山昌守、プロボクサー
- 9月18日 - 濱田万葉、女優
- 9月19日 - 三宮恵利子、タレント・レーシング・ドライバー・元スピードスケート選手
- 9月20日 - 新藤晴一、ミュージシャン（ポルノグラフィティ）
- 9月20日 - 高岡まゆみ、AV女優
- 9月21日 - 澤﨑俊和、元プロ野球選手
- 9月22日 - 橿渕聡、元プロ野球選手
- 9月23日 - 井上晴美、タレント
- 9月25日 - 堀口文宏、お笑い芸人（あさりど）
- 9月25日 - 小口絵理子、アナウンサー（+ 2013年）
- 9月28日 - 福永一茂、フジテレビアナウンサー
- 9月29日 - ビビる大木、お笑い芸人
- 9月29日 - しゅはまはるみ、女優
- 9月30日 - 田﨑昌弘、元プロ野球選手
- 9月30日 - 丹波幹雄、元プロ野球選手

### 10月
- 10月1日 - 河口恭吾、シンガーソングライター
- 10月2日 - 浅野実奈子、女優
- 10月3日 - 和田正一郎、調教師
- 10月4日 - 高野直子、朝日放送アナウンサー
- 10月7日 - 鈴木秀人、サッカー選手
- 10月7日 - 双筑波勇人、元大相撲力士
- 10月8日 - 室伏広治、ハンマー投選手
- 10月9日 - Caravan、シンガーソングライター
- 10月10日 - 豊田真由子、コメンテーター、元政治家、厚生労働官僚
- 10月10日 - 細川百合子、元AV女優
- 10月13日 - 内田量子、女優
- 10月15日 - 岡野昭仁、ミュージシャン（ポルノグラフィティ）
- 10月16日 - 中野栄一、元プロ野球選手
- 10月17日 - 宮内亜弥子、フリーアナウンサー
- 10月18日 - 金子昇、俳優、タレント
- 10月19日 - 善し、お笑い芸人（COWCOW）
- 10月21日 - 岡本真也、プロ野球選手
- 10月21日 - 田中絵里緒、実業家、カウンセラー
- 10月21日 - 田中敏昭、元プロ野球選手
- 10月21日 - 夜麻みゆき、漫画家
- 10月22日 - 居島一平、お笑い芸人（米粒写経）
- 10月22日 - 多田昌弘、元プロ野球選手　現打撃投手
- 10月24日 - 延友陽子、日本テレビアナウンサー
- 10月26日 - 加藤歩、お笑い芸人（ザブングル）
- 10月27日 - 佐竹学、元プロ野球選手、東北楽天ゴールデンイーグルスコーチ
- 10月27日 - 坂元忍、元プロ野球選手
- 10月29日 - 住友健人、元プロ野球選手
- 10月31日 - 蛯沢康仁、俳優

### 11月
- 11月1日 - 高島宗一郎、元九州朝日放送アナウンサー・福岡市長
- 11月1日 - 筒井壮、元プロ野球選手
- 11月4日 - 山本未來、女優
- 11月7日 - 高橋利信、野球選手
- 11月8日 - 岸本斉史、漫画家
- 11月8日 - 日出ノ国太子郎、元大相撲力士
- 11月9日 - 加瀬亮、俳優
- 11月10日 - 岩瀬仁紀、元プロ野球選手
- 11月12日 - 西浦克拓、元プロ野球選手
- 11月12日 - 富士たくや、俳優
- 11月14日 - にわつとむ、俳優
- 11月15日 - 松本秀樹、お笑い芸人
- 11月16日 - 松田匡司、元プロ野球選手
- 11月18日 - にしおかすみこ、お笑い芸人
- 11月18日 - 飯田祐史、騎手
- 11月19日 - 末武里佳子、テレビ東京アナウンサー
- 11月19日 - 斎藤大輔、サッカー選手
- 11月20日 - 今谷慶介、ミュージシャン
- 11月21日 - 松波正信、元サッカー選手
- 11月22日 - 河田純子、女優、歌手（LENPHa）
- 11月22日 - 竹清剛治、元プロ野球選手
- 11月23日 - 林亮介、野球選手
- 11月24日 - 山本太郎、元俳優、参議院議員
- 11月28日 - KYO-SUKE、プロマジシャン、俳優

### 12月
- 12月1日 - 田辺真由美、漫画家
- 12月1日 - 中村善之、プロ野球選手
- 12月3日 - 古澤多希、音楽プロデューサー
- 12月4日 - 井口資仁、元プロ野球選手
- 12月5日 - 坂口果津奈、鹿児島テレビ放送アナウンサー
- 12月5日 - 村浜武洋、プロレスラー
- 12月6日 - 宮田仁、野球選手
- 12月6日 - 志賀賢太郎、プロレスラー
- 12月7日 - いしだ壱成、俳優
- 12月8日 - 瀧本誠、元柔道家、総合格闘家
- 12月9日 - 深谷亮司、元プロ野球選手
- 12月10日 - 野村忠宏、柔道家
- 12月10日 - 進藤実、元プロ野球選手
- 12月10日 - 高野忍、元プロ野球選手
- 12月10日 - 柳亭こみち、落語家
- 12月12日 - 立花美哉、元アーティスティックスイミング選手
- 12月14日 - Ryoji、ミュージシャン（ケツメイシ）
- 12月16日 - シャカ大熊、お笑い芸人
- 12月21日 - 糸川正晃、衆議院議員
- 12月22日 - 藤谷しおり、元AV女優
- 12月23日 - 柴田倫世、元日本テレビアナウンサー
- 12月23日 - 永井篤志、サッカー選手
- 12月23日 - 寺原真希子、弁護士、ニューヨーク州弁護士
- 12月25日 - 春日由実、フジテレビ元アナウンサー
- 12月25日 - 哲夫、お笑い芸人（笑い飯）
- 12月25日 - 貝塚政秀、元プロ野球選手
- 12月26日 - イーちゃん、お笑いタレント（マリア）
- 12月27日 - マシ・オカ、俳優、VFXアーティスト
- 12月27日 - 折笠富美子、声優
- 12月27日 - 和田洋人、漫画家（+ 2021年）
- 12月30日 - 小松奈央（小松代真、代真）、歌手、元BeForUのメンバー